# 21913 Тейлорджонс
21913 Тейлорджонс (21913 Taylorjones) — астероїд головного поясу, відкритий 3 листопада 1999 року.
Тіссеранів параметр щодо Юпітера — 3,362.